# Adams Cup
L'Adams Cup è stato il trofeo assegnato ai vincitori della Central Hockey League, lega di sviluppo di proprietà della National Hockey League. Il trofeo prese il proprio nome da Jack Adams, ex giocatore, allenatore e dirigente sportivo canadese che fu il fondatore e primo presidente della Central Hockey League.

## Vincitori e finalisti
| Central Professional Hockey League | Central Professional Hockey League | Central Professional Hockey League | Central Professional Hockey League |
| Stagione                           | Campione                           | Finalista                          | Serie                              |
| ---------------------------------- | ---------------------------------- | ---------------------------------- | ---------------------------------- |
| 1963-64                            | Omaha Knights                      | St. Paul Rangers                   | 4-1                                |
| 1964-65                            | St. Paul Rangers                   | Tulsa Oilers                       | 4-2                                |
| 1965-66                            | Oklahoma C. Blazers                | Tulsa Oilers                       | 4-0                                |
| 1966-67                            | Oklahoma C. Blazers                | Omaha Knights                      | 4-1                                |
| 1967-68                            | Tulsa Oilers                       | Fort Worth Wings                   | 4-0                                |
| Central Hockey League              |                                    |                                    |                                    |
| Stagione                           | Campione                           | Finalista                          | Serie                              |
| 1968-69                            | Dallas Black Hawks                 | Oklahoma C. Blazers                | 4-1                                |
| 1969-70                            | Omaha Knights                      | Iowa Stars                         | 4-1                                |
| 1970-71                            | Omaha Knights                      | Dallas Black Hawks                 | 4-2                                |
| 1971-72                            | Dallas Black Hawks                 | Tulsa Oilers                       | 4-2                                |
| 1972-73                            | Omaha Knights                      | Dallas Black Hawks                 | 4-3                                |
| 1973-74                            | Dallas Black Hawks                 | Oklahoma C. Blazers                | 4-1                                |
| 1974-75                            | Salt Lake Golden Eagles            | Dallas Black Hawks                 | 4-3                                |
| 1975-76                            | Tulsa Oilers                       | Dallas Black Hawks                 | 4-1                                |
| 1976-77                            | Kansas City Blues                  | Tulsa Oilers                       | 4-0                                |
| 1977-78                            | Fort Worth Texans                  | Dallas Black Hawks                 | 4-3                                |
| 1978-79                            | Dallas Black Hawks                 | Salt Lake Golden Eagles            | 4-1                                |
| 1979-80                            | Salt Lake Golden Eagles            | Fort Worth Texans                  | 4-3                                |
| 1980-81                            | Salt Lake Golden Eagles            | Wichita Wind                       | 4-3                                |
| 1981-82                            | Indianapolis Checkers              | Dallas Black Hawks                 | 4-2                                |
| 1982-83                            | Indianapolis Checkers              | Birmingham South Stars             | 5-2                                |
| 1983-84                            | Tulsa Oilers                       | Indianapolis Checkers              | 4-0                                |